# Takács Péter (labdarúgó)
Takács Péter (Miskolc, 1990. január 25. –) labdarúgó, középpályás. Takács tagja volt az egyiptomi 2009-es U20-as labdarúgó-világbajnokság U20-as magyar labdarúgó-válogatott keretének, amely bronzérmet szerzett. 2010-ben Miskolc városa „Az év sportolója” elismeréssel jutalmazta.

## Pályafutása

### Klubcsapatokban

#### Diósgyőr
A játékos saját nevelés, bár az MTK futball-akadémiáján is tanulta a labdarúgást. Vágó Attila akkori edző kérésére igazolta "vissza" a játékost a klub. Eleinte cserejátékosként szerepelt, majd Sisa Tibor tette kezdőbe, és a Nemzeti Sport újságírói szerint is a csapat egyik legjobbja volt. Fiatal kora ellenére Kötelessel, és Kamberrel együtt a DVTK  szurkolóinak kedvence volt, a klub hivatalos oldalán saját blogot vezetett.

#### Lombard Pápa
2010 júniusában 3 éves szerződést írt alá a Lombard Pápához. Bemutatkozása a Haladás elleni mérkőzésen történt meg a 72. percben cserélték le. Nyolc nappal később megszerezte az első gólját a Pápa színeiben a Kaposvár ellen. Második gólját a Kecskemét ellen szerezte, ahol egyben gólpasszt is jegyzett. A Videoton FC elleni hazai mérkőzésen ismét gólpasszt adott. A ZTE elleni mérkőzésen duplázott.

#### Visszatérés Diósgyőrbe
2011. július 12-én egy évre vissza került kölcsönben a DVTK-hoz. Opciós joguk volt játékjogának végleges megvásárlására a kölcsön lejártakor, amivel éltek is, 2012 júliusában hároméves szerződést írt alá régi-új klubjával.

### A válogatottban
Takács tagja volt az egyiptomi 2009-es U20-as labdarúgó-világbajnokság U20-as magyar labdarúgó-válogatott keretének, amely bronzérmet szerzett.

## Sikerei, díjai
- Magyar U20
  - U20-as labdarúgó-világbajnokság bronzérmes: 2009

## Statisztika
| Szezon           | Klub             | Bajnokság        | Bajnokság | Bajnokság | Kupa    | Kupa  | Ligakupa | Ligakupa | Nemzetközi | Nemzetközi | Összesen | Összesen |
| Szezon           | Klub             | Bajnokság        | Meccsek   | Gólok     | Meccsek | Gólok | Meccsek  | Gólok    | Meccsek    | Gólok      | Meccsek  | Gólok    |
| ---------------- | ---------------- | ---------------- | --------- | --------- | ------- | ----- | -------- | -------- | ---------- | ---------- | -------- | -------- |
| 2008–09          | DVTK             | NB1              | 17        | 2         | 0       | 0     | 0        | 0        | -          | -          | 17       | 2        |
| 2009-10          | DVTK             | NB1              | 22        | 0         | 2       | 0     | 0        | 0        | -          | -          | 24       | 0        |
| 2010-11          | Pápa             | NB1              | 23        | 4         | 3       | 0     | 0        | 0        | -          | -          | 27       | 4        |
| 2011-12          | DVTK             | NB1              | 6         | 0         | 4       | 0     | 0        | 0        | -          | -          | 10       | 0        |
| Karrier összesen | Karrier összesen | Karrier összesen | 68        | 6         | 9       | 0     | 0        | 0        | -          | -          | 77       | 6        |